# ヤン・ムル

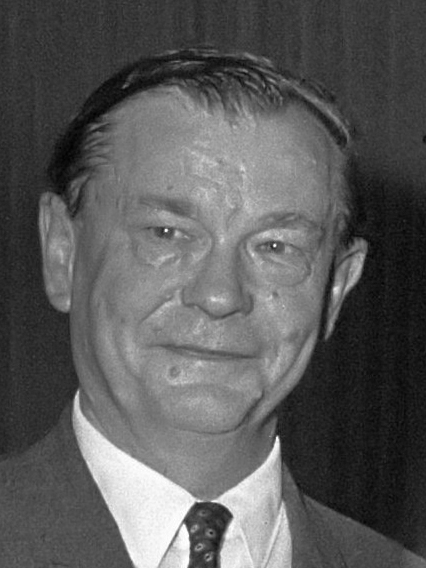
ヤン・ムル (1968)

ヤン・ムル（Jan Mul、1911年9月20日 - 1971年12月30日）は、オランダの作曲家。
ハールレム出身。アムステルダム音楽院でセム・ドレスデンに師事。カトリック教会でオルガニストを長く続け、作品も教会音楽が中心であるが、オランダ国民の間ではベルト・ハーンストラ監督の映画の作曲家として知られている。その他の作品に1948年に作曲されたオペラ『ビル・クリフォードの冒険』などがある。作曲と演奏のほかに新聞の音楽評論で筆をふるった。

## 文献
- Ian Borthwick, Jan Mul. Een portret. Amsterdam, Music Center The Netherlands. 2011.